# 郡山市立西田学園
郡山市立西田学園（こおりやましりつ にしたがくえん）は、福島県郡山市西田町鬼生田にある公立の義務教育学校である。

## 概要
西田地区の小中学校で、少子化による児童数の減少のため、地域住人の要望を受け、地区内5小学校と西田中学校を統合した小中一貫教育学校開校に至った。

## 沿革
- 2018年（平成30年）
  - 4月1日 - 西田中学校と高野・鬼生田・三町目・大田・根木屋の5小学校を統合し、福島県内初の義務教育学校として、郡山市立西田学園を開校。
  - 4月9日 - 9時から西体育館にて、開校式挙行[3]。
- 2020年（令和2年）4月1日 - 全学年による特認校制度の実施が始まる。

## アクセス
- 磐越自動車道郡山東ICから、車で約4.7km・約9分。
- JR磐越東線舞木駅から、車で約6.1km・約12分。

学校周辺には、公共交通機関は通っていない。かつて福島交通バス「堂坂・甲森線」が通っていたが、2020年（令和2年）10月1日のダイヤ改正で廃止された。